# Боры (Ивановская область)
Боры — деревня в Вичугском районе Ивановской области. Входит в состав Сунженского сельского поселения.

## География
Находится в северо-восточной части Ивановской области на расстоянии приблизительно 10 км на север по прямой от районного центра города Вичуга в верховьях речки Сунжа.

## История
В 1872 году здесь (тогда Кинешемский уезд Костромской губернии) было учтено две деревни: Боры большие с 8 дворами и Боры малые с 10 дворами, в 1907 году — (уже единая деревня) 14 дворов.

## Население
Постоянное население составляло 65 и 32 человека для Боров малых и больших соответственно (1872 год), 61 (1897), 46 (1907), 5 в 2002 году (русские 100 %), 2 в 2010.